# Grekland i olympiska sommarspelen 1932
Grekland deltog i de olympiska sommarspelen 1932 i Los Angeles med en trupp bestående av tio deltagare, men ingen av landets deltagare erövrade någon medalj.